# Дилберт
Ди́лберт (англ. Dilbert) — название серии комиксов и имя их главного героя. В них рассказывается об офисной жизни, менеджерах, инженерах, маркетологах, боссах, юристах, сбытовиках, практикантах, бухгалтерах и прочих странных людях. Создан Скоттом Адамсом. Первая публикация состоялась 16 апреля 1989 года. По мотивам комиксов снят одноименный мультсериал.

## Описание
Комикс изначально вращался вокруг Дилберта и его «любимого» пса Догберта в их доме. Многие ранние сюжеты вращались вокруг инженерной натуры Дилберта или его странных изобретений.
Однако позже большая часть сюжетов переместилось на рабочее место Дилберта, и частой темой стало изображение корпоративной культуры как мира бюрократии и офисной политики, которые стоят на пути производительности, где навыки и усилия сотрудников не вознаграждаются. Большая часть юмора проявляется, когда зрители видят персонажей, принимающих заведомо нелепые решения, которые являются естественной реакцией на неумелое руководство.
После смещения фокуса на бизнес-проблемы комикс получил толчок популярности, и по словам Адамса, именно после «переезда» из дома Дилберта на его работу «комикс по-настоящему начался».
Компания Дилберта находится в Кремниевой долине.
Популярность комикса в корпоративном секторе привела к тому, что персонаж Дилберта использовался во многих деловых журналах и публикациях, включая несколько появлений на обложке журнала Fortune. Многие газеты публикуют комиксы в своем деловом разделе, а не в обычном разделе комиксов.

## Персонажи
Основные персонажи
- Дилберт
- Роговолосый Шеф
- Уолли
- Элис
- Догберт
- Асок
- Тед

Персонажи второго плана
- Громкий Говард
- Кэрол
- Ратберт
- Кэтберт
- Мать Дилберта
- Фил, князь полутьмы
- Динозавр Боб
- Мистер Мусорщик
- Тина
- Адвокат Компании

## История издания
«Дилберт» начал издаваться в 1989 году United Feature Syndicate (Объединенным художественным синдикатом), который являлся подразделением United Media.
3 июня 2010 года United Media продала свое лицензионное подразделение вместе с правами на «Дилберта» Iconix Brand Group.
В конце декабря 2010 года было объявлено, что Дилберт перейдёт на Universal Uclick (подразделение Andrews McMeel Universal), начиная с июня 2011 года. С тех пор Дилберт издаётся с Universal Uclick — теперь известной как Syndication Andrews McMeel.
«Дилберт» издавался в более чем 2000 изданий и 65 странах и более чем на 25 языках.

### Веб-комикс
В 1995 году «Дилберт» стал первым синдицированным комиксом, который был опубликован бесплатно в Интернете. Поместив свой адрес электронной почты в каждый выпуск «Дилберта», Адамс создал «прямой канал для [своих] читателей», позволяя ему изменять полосу на основе их отзывов. Автор комиксов Джо Забель заявил, что «Дилберт» оказал большое влияние на многие последовавшие за ним веб-комиксы, создав жанр «nerdcore», который нашел свою аудиторию.
В апреле 2008 года Скотт Адамс объявил, что United Media представит на Dilbert.com интерактивную функцию, позволяющую фанатам писать речевые пузыри и в ближайшем будущем взаимодействовать с Адамсом по поводу содержания полос. Адамс позитивно высказался об изменениях, сказав: «Это делает карикатуру конкурентоспособным видом спорта».

### Приглашённые авторы
29 февраля 2016 года Адамс опубликовал в своем блоге запись, что у него будет шестинедельный отпуск. В течение этого времени он будет писать сценарии стрипов, но рисовать их будут приглашенные художники, работающие на Universal Uclick. Джейк Тэппер нарисовал недельный выпуск 23 мая. Другими приглашенными артистами были Джон Глинн, Эрик Скотт, Джош Шипли, Джоэл Пятница, Донна Оатни и Бренна Туммлер.

## Культурное влияние
В конце 1990-х, мультипликатор-любитель по имени Карл Хёрнелл представил свой комикс создателю Savage Dragon Эрику Ларсенну, который пародировал одновременно и Dilbert и собственно серию Savage Dragon. Вскоре это стало регулярным сюжетом в комиксе «Savage Dragon» под названием «The Savage Dragonbert and Hitler’s Brainbert» («Мозг Гитлера» — это пародия на Догберта и злодея из «Дикого дракона» — бестелесный, сверхмощный мозг Адольфа Гитлера). Хёрнелл активно подражал мультяшному стилю Адамса.

## Дело пьяных лемуров
В октябре 2007 года казино Catfish Bend в Берлингтоне, штат Айова, уведомило своих сотрудников о том, что казино закрывается и что их собираются уволить. Дэвид Стюард, работающий там семь лет, разместил на офисной доске объявлений стрип про Дилберта от 26 октября 2007 года, в котором было сравнение управленческих решений с решениями «пьяных лемуров». Руководство казино назвало это «очень оскорбительным»; они опознали его по видеозаписям, уволили и пытались помешать ему получать пособие по безработице.
Однако в декабре 2007 года судья по административным делам постановил, что Стюард будет получать пособие, поскольку его действия не были преднамеренным неправомерным поведением. Скотт Адамс сказал, что это может быть первый подтвержденный случай увольнения сотрудника за публикацию Дилберта. 20 февраля 2008 года вышел выпуск Дилберта, в котором Уолли поймали на размещении комикса, который «сравнивает менеджеров с пьяными лемурами». Позже Адамс сказал, что поклонники должны развешивать выпуски «Гарфилда», за который точно не уволят.

## Критика
Медиа-аналитик Норман Соломон и карикатурист Том Томорроу утверждают, что карикатуры Адамса на корпоративную культуру демонстрируют сочувствие к «белым воротничкам», но сатира в конечном итоге играет на руку самого высшего корпоративного управления. Соломон описывает персонажей Дилберта как недееспособных и тратящих время зря, никто из которых не занимает положение выше среднего звена, и чья неэффективность отвлекает от корпоративных ценностей, таких как «производительность» и «рост». Дилберт и его соратники часто оказываются сбитыми с толку или преследуемыми прихотями управленческого поведения, но, похоже, они никогда не ставят это под сомнение открыто. Соломон цитирует использование корпорацией Xerox стрипов и персонажей Дилберта во внутренних «вдохновляющих» брошюрах:
Руководство Xerox признало то, чего не сделали более доверчивые читатели Дилберта: Дилберт - необычное сладкое вещество, которое помогает принять корпоративное лекарство. Феномен Дилберта принимает - и извращает - многие негативные аспекты корпоративного существования как неизменные грани человеческой природы ... Как поняли менеджеры Xerox, Дилберт говорит о некоторых очень реальных опытах работы, одновременно разрушая склонность к борьбе за улучшение условий труда.
Адамс ответил в выпуске от 2 февраля 1998 года и в своей книге «Радость труда», просто переосмыслив аргумент Соломона, по-видимому, предполагая, что он абсурден и не требует опровержения.
В 1997 году Том Вандербильт в том же духе написал в журнале «Баффлер»:
Профсоюзы не приняли Дилберта в качестве символа. Но корпорации массово бросились связывать себя с Дилбертом. Зачем? Дилберт отражает зеркала крокодиловы слёзы масс-медия для работающих людей и перекликается с окружающими звуками с Уолл-стрит.
В 1998 году Билл Гриффит, создатель Zippy the Pinhead, упрекнул Дилберта за грубые рисунки и упрощенный юмор. Он написал:
Издавна психически похищенные безвкусным, безумно гиперактивным миром телевидения [читатели] больше не требуют и не ожидают, что комиксы будут неотразимыми, сложными или даже интересными. Введите «Кэти». И «Дилберт». Конечно, комиксы все еще смешные. Просто юмор почти не имеет питательной ценности. В крохотном пространстве, отведенном для них, ежедневные стрипы слишком успешно адаптировались к своей новой среде. В этой дарвиновской постановке процветают просто нарисованные панели, минимальный диалог и множество выстрелов в голову. Все более сложное считается «слишком сложным для чтения». Полный, богатый стиль рисования является недостатком. Простота, даже грубость, правила.
Адамс ответил двумя выпусками комикса под названием «Пиппи Зипхэд», в которых Догберт создает комикс, «втиснув как можно больше художественных работ, чтобы никто не заметил, что есть только одна шутка». Дилберт отмечает, что стрип представляет «ничего, кроме клоуна с маленькой головой, который говорит случайные вещи», а Догберт отвечает, что он "поддерживает свою артистическую целостность.

## Награды
В дополнение к наградам Национального общества карикатуристов, полученными Адамсом, стрипы «Дилберта» получила множество других наград. Адамс был признан лучшим международным художником комиксов 1995 года на премии Адамсона, присуждаемой Шведской академией комиксов.
Дилберт был назван лучшей синдицированным стрипом 1997 года в Harvey Awards и получил премию Max & Moritz как лучший международный комикс в 1998 году.

## Издания на русском языке
- Скотт Адамс. Принцип Дилберта. Взгляд из офисной кабинки на начальство, совещания, причуды дирекции и прочие бедствия. 1999
- Скотт Адамс. Принцип Дилберта в действии: как найти своё счастье за счет коллег. 2002
- Скотт Адамс. Будущее по Дилберту. Процветание глупости в XXI веке. 2002
- Скотт Адамс. Совершенно секретное руководство по менеджменту. 2002
- Скотт Адамс. Менеджмент по Дилберту. 2007
- Скотт Адамс. Берегись начальника! Когда лидерство дурно пахнет. 2007
- Скотт Адамс. Дилберт научит тебя бизнесу. 2007